# Хайнрих Кирххайм
Хайнрих Кирххайм (на немски: Heinrich Kirchheim) (6 април 1882 – 14 декември 1973 г.) е германски генерал-лейтенант служещ през Първата и Втората световна война. Кирххайм е и един от малкото германски офицери носители на наградата Pour le Mérite с Рицарски кръст.

## Резюме на военната му кариера

### Дати на повишение
| Дата              | Звание             |
| ----------------- | ------------------ |
| 27 януари 1900    | офицерски кандидат |
| 18 октомври 1900  | Лейтенант          |
| 10 февруари 1910  | Старши лейтенант   |
| 15 септември 1914 | Капитан            |
| 1 април 1923      | Майор              |
| 1 ноември 1928    | Подполковник       |
| 11 април 1931     | Полковник          |
| 1 юли 1940        | Генерал-майор      |
| 1 юли 1942        | Генерал-лейтенант  |

### Декорации
- Pour le Mérite (1918 г.)
- Пруски „Рицарски кръст“ на Ордена на Кралския дом на Хоенцолерните (?)
- Австрийски орден „Желязна корона“ – III степен с военна декорация (?)
- Австрийски Кръст за военна заслуга – III степен с военна декорация (?)
- Рицарски кръст (1941 г.)
- Железен кръст (1914) – II и I степен (?)
- Закопчалка към Железния кръст – II и I степен (1939 г.)
- Кръст на честта (?)
- Ръкавен отличителен знак Afrika (?)
- Значка за раняване (1918) – черна (?)
- Пруски Орден на Короната – IV степен с мечове
- Баварски орден за заслуги – IV степен с мечове
- Възпоменателен югозападно африкански бронзов медал